# Kockázatos üzlet
A Kockázatos üzlet (eredeti cím: Risky Business) 1983-as amerikai tini szexvígjáték, melyet Paul Brickman (rendezői debütálásaként) írt és rendezett Tom Cruise és Rebecca De Mornay főszereplésével. A film olyan témákat dolgoz fel, mint az anyagiasság, az ártatlanság elvesztése, a felnőtté válás és a kapitalizmus. A Kockázatos üzlet Cruise áttörő filmjeként ismert, és 6,2 millió dolláros költségvetésével több mint 63 millió dolláros bevételt hozott.
Egy chicagói tinédzser otthon akar szórakozni, amíg a szülei távol vannak, de a helyzet irányítása kicsúszik a kezéből.

## Cselekmény
A középiskolás Joel Goodson jómódú szüleivel él Chicago North Shore városrészében. Apja azt szeretné, ha a Princeton Egyetemre járna, ezért Joel részt vesz a Future Enterprisers nevű, iskolán kívüli tevékenységben, amelyben a diákok csapatokban dolgoznak, hogy kisvállalkozásokat hozzanak létre.
Amikor a szülei elutaznak, Joel barátja, Miles meggyőzi őt, hogy használja ki újdonsült szabadságát egy kis szórakozásra. Az első este kifosztja az italos szekrényt, hangosan szól a hifi, az apja kocsijába ül, és alsónadrágban és gombos ingben táncol a nappaliban az Old Time Rock and Roll-ra. Másnap Miles Joel nevében felhív egy Jackie nevű prostituáltat. Amikor Jackie-ről kiderül, hogy transznemű, Joel csak azért fizet neki, hogy távozzon, de mielőtt ezt megteszi, megadja Joelnek egy másik prostituált, Lana számát. Aznap éjjel Joel nem tud aludni, és tétován felhívja Lanát, akiről kiderül, hogy egy gyönyörű szőke nő, egész éjjel együtt maradnak és szexelnek.
Lana 300 dollárt kér Joeltől a szolgáltatásaiért. A férfi elmegy a bankba, de mire visszatér, Lana eltűnik, az édesanyja igen értékes Steuben üvegtojásával együtt. Joel megtalálja Lanát és visszaköveteli a tojást, de Lana stricije, Guido közbeavatkozik, és fegyvert ránt.
Miközben az apja Porsche 928-asában ül, Joelt üldözi Guido, de Joel végül elmenekül.
Lana elmondja Joelnek, hogy a tojás a többi holmijával együtt Guidónál van. Joel megengedi Lanának, hogy nála maradjon, amíg ő iskolába megy. Amikor visszatér, a barátai már átjöttek, és Lana meghívott egy másik prostituáltat, Vickit, hogy maradjon nála, de Joel elutasítja az ötletet. A nők elmennek, de csak azért, hogy találkozzanak Guidóval, és összevesznek Joel pázsitján, mielőtt visszamenekülnének a házába. Joel beleegyezik, hogy a nők még egy éjszakát töltsenek itt. Később aznap este Joel, Lana, Vicki és Joel barátja, Barry elmennek szórakozni, és marihuánát szívnak. Miután Lana a táskája visszaszerzése közben véletlenül kikapcsolja a Porsche sebességváltóját, az autó legurul a dombon és egy mólóra érkezik (Joel kétségbeesett próbálkozása ellenére, hogy megállítsa); a móló összeomlik, és a Porsche a Michigan-tóba süllyed.
Amikor Joel elviszi az autót egy javítóműhelybe, elborzadva tapasztalja, hogy mennyibe kerül a javítás. Később Lanával úgy döntenek, hogy egy éjszakára bordélyházzá alakítják a szülei házát, hogy azzal pénzt szerezzenek; Joel részesedése a bevételből fedezi majd a javítást. A buli óriási sikerrel zajlik; a ház tele van Joel barátaival és osztálytársaival, valamint Lana munkatársaival.
A Princeton toborzója, Rutherford azonban ezt az éjszakát választja, hogy interjút készítsen Joellel a Princetonra való felvétel miatt. Az interjút megszakítások tarkítják, és Rutherfordot nem hatja meg Joel önéletrajza. Ezután ott marad a partin, és megismerkedik Lana barátaival. A parti után Joel és Lana a chicagói magasvasúton szeretkeznek. Másnap reggel Joel rájön, hogy a ház ki lett fosztva, az összes bútort elvitte valaki. Amikor megpróbálja felhívni Lanát, Guido veszi fel; azt mondja Joelnek, hogy ha akarja, visszavásárolhatja a bútorait. Joelnek és barátainak sikerül mindent visszaköltöztetniük, éppen addigra, amikor a szülei besétálnak, bár az anyja észrevesz egy repedést az értékes ékszertojáson.
Később Joel apja gratulál neki; az interjúztatót nagyon lenyűgözte, és Joelt felveszik a Princetonra. Joel egy étteremben találkozik Lanával, és a jövőjükről elmélkednek. A lány elmondja neki, hogy továbbra is találkozni akar vele; a férfi azon viccelődik, hogy ez sokba fog kerülni neki.

## Szereplők
| Szerep                    | Színész           | Magyar hang (?)    | Magyar hang (1996) |
| ------------------------- | ----------------- | ------------------ | ------------------ |
| Joel Goodsen              | Tom Cruise        | Bor Zoltán         | Kaszás Gergő       |
| Lana                      | Rebecca De Mornay | Kökényessy Ági     | Murányi Tünde      |
| Guido                     | Joe Pantoliano    | Rosta Sándor       | Galbenisz Tomasz   |
| Bill Rutherford           | Richard Masur     |                    | Rosta Sándor       |
| Barry                     | Bronson Pinchot   | Bolba Tamás        |                    |
| Miles                     | Curtis Armstrong  | Lippai László      | Boros Zoltán       |
| Joel apja                 | Nicholas Pryor    | Versényi László    | Kovács István      |
| Joel anyja                | Janet Carroll     | Menszátor Magdolna | Kovács Nóra        |
| Vicki                     | Shera Danese      | Kisfalvi Krisztina |                    |
| Glenn                     | Raphael Sbarge    | Csonka András      | Bartucz Attila     |
| Jackie                    | Bruce A. Young    | Hankó Attila       | Dimulász Miklós    |
| Chuck                     | Kevin Anderson    |                    |                    |
| Kessler                   | Sarah Partridge   |                    |                    |
| Üzlettudomány tanár       | Nathan Davis      |                    |                    |
| Stan Licata               | Scott Harlan      |                    |                    |
| Bolik nővér               | Sheila Keenan     |                    |                    |
| Glenn barátnője           | Lucy Harrington   |                    |                    |
| Lezüllött ember a vonaton | Jerry Tullos      |                    |                    |
| Kessler apja              | Jerome Landfield  |                    |                    |

Joel Goodson szerepére Sean Penn, Gary Sinise, Kevin Bacon, John Cusack és Tom Hanks jelentkezett a válogatáson. Michelle Pfeiffernek felajánlották Lana szerepét, de ő visszautasította.

## Bevétel
A filmet 670 moziban mutatták be, a nyitó hétvégi bevétele 4 275 327 dollár volt. A film összesen 63,5 millió dolláros bevételt ért el az amerikai mozikban.

## Fordítás
- Ez a szócikk részben vagy egészben  a   Risky Business című angol Wikipédia-szócikk fordításán alapul.  Az eredeti cikk szerkesztőit annak laptörténete sorolja fel. Ez a jelzés csupán a megfogalmazás eredetét és a szerzői jogokat jelzi, nem szolgál a cikkben szereplő információk forrásmegjelöléseként.